# 훔볼트펭귄

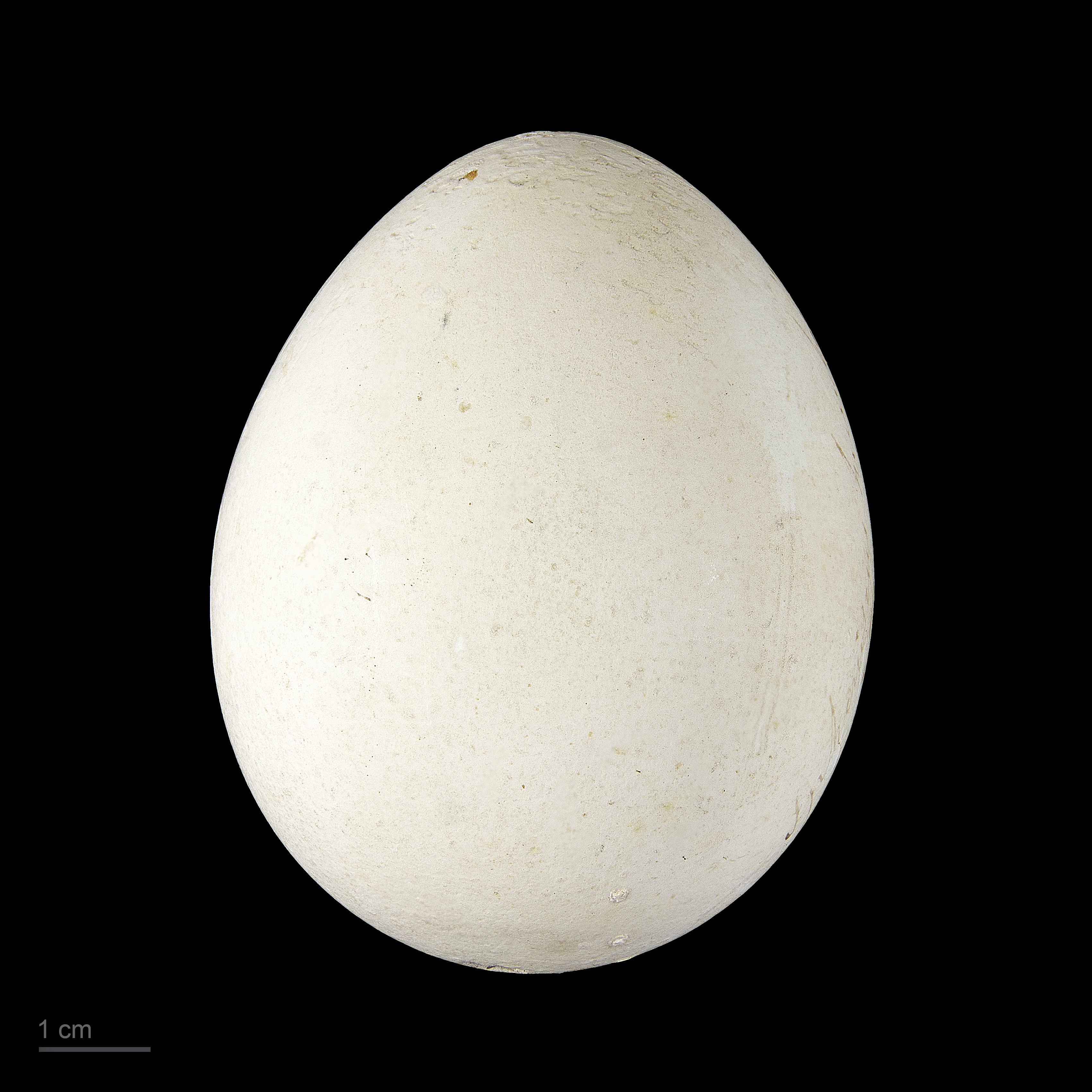
Spheniscus humboldti

훔볼트펭귄(학명: Spheniscus humboldti)은 펭귄과 줄무늬펭귄속에 속하는 펭귄의 일종으로, 남아메리카 칠레와 페루 해안에서 서식한다. 마젤란펭귄·아프리카펭귄·갈라파고스펭귄과 매우 가까운 관계이다. 또한 구아노를 만들어내는 새이다.